# ムダーラバ
ムダーラバ（アラビア語: مضاربة muḍāraba）は、出資者（ムダーリブ、アラビア語: مضارب muḍārib）が、信頼すべき商才や手腕の持ち主と認めた事業家（ダーリブ、dārib）に資本を全額出資するパートナーシップ契約のことで、シャリーア（イスラム法）の規定の範囲内で行われるあらゆる金融の基本となる契約形態である。現在はイスラム銀行において金融商品の一種として活用されている。ムダーラバは、完全にイスラムの慣習・法にのっとった（「イスラム的」な）金融の形態であるが、ベンチャービジネスを支える投資家と起業家の関係に類似してもいる。
ムダーラバ契約においては、経営責任は全面的に事業家が負い、得た利益を契約時にあらかじめ決めてあった比率（通常は1:1）で、出資者・事業家間で配分する。損失が出たら、当然のこととして元本割れとなり、ムダーリブの損失となる。
ムダーリブは資本を複数のダーリブなどに託すことにより、財のすべてを失う危険を避ける「保険」ができるため、有利である。そのため、有利な立場にあるムダーリブは事業内容に口出しする権利を持たないし、本来的に不利な立場に置かれるダーリブには「元本保証」「利潤確保」の義務がない。

## 起源
その出発点は陸路の長距離キャラバンをおこなう商人（＝事業家）に、金持（＝出資者）が資金を貸し出して商売をおこなうことを基本とする。シャリーア上、ムダーラバが金融の基本になる原因は、リバー（利子）の禁止規定がクルアーン（コーラン）にあっても、その対応策が示されていないためである。そこで、ムスリム（イスラム教徒）たちは預言者ムハンマドの言行・規範（スンナ）を参考にして、ムダーラバ契約をシャリーア上合法な金融契約として採用した。この種の契約は元来イスラム以前のアラブ人の間でも行われており、ムハンマド自身も、元来はこのような契約でキャラバン交易に従事する商人であったとされることがその根拠である。

## イスラム銀行におけるムダーラバの活用
クルアーンにおける「リバーを貪ってはならない」との規定を完全に順守しようと思えば、敬虔なムスリムは西洋型の銀行に預金するわけにはいかず、無利子銀行の利用できない地域においてはタンス預金以外の手段が講じ得ないことになる。そのため、無利子金融機関が存在しなかった時代においては、「利子を受け取らない」と銀行に告げて、利息分の口座への繰り入れをやめてもらうか、あるいは口座に入って来た利子を即座に降ろして、喜捨（ザカート、サダカ）に供するようにしていた（また現代でも、配当を必要としない金持は、銀行に資本を提供するという意味も込めて、信仰と喜捨の精神によって、無配当の口座に多額の預金をしている）という。ムダーラバ契約を活用した無利子銀行・金融会社の登場によって、そういった“敬虔な”ムスリムは、（少なくとも建前の上では）安全に、かつクルアーンに反せずに配当益という利潤によって、預金を増やせるようになった。
もっとも、ムダーラバ契約のみでは、複雑化する西洋型を中心とする現在の経済・金融には対応できない。それに、個人の小口預金者には、このような契約を結ぶことは不可能である。というのも、ムダーラバ方式は、少々の損失なら痛手を受けないような大資本家（大金持ち）にとっては「リスクも大きいが、成功したときの利益が大きい（ハイリスク・ハイリターンな）」ため有効な方策となり得るが、一般市民にとっては、なけなしの財産を失う可能性があるため迂闊に手を出せない。このため、一般預金者の利益を守る工夫が必要となる。また、1950年代にパキスタンで試みられた例は失敗に終わっている。単に信仰に適合した金融機関であるというだけでは経営が成り立たないのである。
そこで、銀行の介在する「二重のムダーラバ関係」が締結されることになる。第1の契約で預金者（ムダーリブ）が銀行（ダーリブ）の「投資事業」に対して出資する。第2の契約は、上述したように銀行（ムダーリブ）が事業家・企業（ダーリブ）に対して出資する、という構造となる。つまり、銀行が、預金者と事業家の仲立ちをするシステムと言える。日本において近似する考え方としては、預金相当額は（名目上、債券以外の）投資信託の購入であり、利息相当額は収益分配金と考えるとわかりやすい。

## イスラム銀行預金者にとってのムダーラバ
一般的なイスラム社会の無利子銀行には、配当益（利潤）のつかない「当座勘定口座」と、配当益がついてくる「投資勘定口座」の2種類がある。投資勘定口座に預金した場合、銀行がムダーラバやムシャーラカ、イジャーラによって利益を上げれば、その一部は預金者に配当という形で還元されるため、預金すれば資産が増える。現象面のみに注目すれば、利子配当をもたらす有利子銀行と似た結果がもたらされると言える。こうしたシステムが確立した現在、無利子銀行の預金口座には、ムスリムたちの預金が集まっている。
前述のように、無利子銀行には無配当の口座と有配当の口座が存在する。サウジアラビアの例では、当初は前者の方が多かったが、1983年をピークに減少に転じた。他方1985年統計では、有配当口座の残高総計は20年間で21倍に増加している。この実例から、実際には少なくともサウジアラビアのムスリムの間では、実生活者として、イスラムの慣行に反しない範囲の配当が望まれていることが分かる。このように、言葉どおり「信仰のゆえに」預金する敬虔なムスリムがいる一方で、「配当がある」という世俗的利益のために預金しているムスリムも相当数いると思われる。もちろんこのような世俗的思考においても、イスラムの規範に合致する範囲をこえるべきではない、という意識がある。
このようなムスリムたちの意識を背景に考えると、ムダーラバと無利子金融におけるひとつの画期は、1971年にエジプトで設立されたナセル社会銀行（Nasser Social Bank）であったといえる。ナセル社会銀行は、それ以前になかった要素として、国庫からの補助金を導入した。預金者の信仰心や、「正しいムダーラバ」の概念だけでは、経営は維持できない。運用益がマイナスとなり、元本割れとなっては、市民からの預金も集まらないのである。国庫補助金や、無配当口座を開設する大口預金者たちの存在によって、業績を維持しやすくなったことも、現代イスラム社会における無利子銀行が軌道に乗っている理由の一つと言えよう。